# Орлан-білохвіст
Орла́н-білохві́ст (Haliaeetus albicilla) — птах ряду соколоподібних родини яструбових. Називають його також орел-сіруватень, або сіруватень. Один із найбільших представників хижих птахів Євразії — розмах крил досягає 2,5 м. 
Характерною рисою виду є білий хвіст у дорослих особин (у молодих птахів забарвлення хвоста буре). Оселяється в прибережних лісах поблизу водойм, багатих рибою. Гнізда влаштовує на високих деревах, подалі від людей. У більшості районів поширення є рідкісним. У середині XX ст. його чисельність драматично скоротилася внаслідок переслідування з боку людини та отруєння птахів отрутохімікатами. Протягом останніх декількох десятиліть чисельність в багатьох країнах частково відновилася. В Україні осілий, кочовий, перелітний птах.

## Походження та систематика
Орлан-білохвіст за походженням дуже близький до білоголового орлана, поширеного в Північній Америці. Вони виникли внаслідок дивергенції не пізніше початку міоцену (приблизно10 мільйонів років тому), але не раніше середнього олігоцену (приблизно 28 мільйонів років тому).
Донедавна більшість дослідників у межах виду орлан-білохвіст виділяли два підвиди: номінативний (Haliaeetus albicilla albicilla) та гренландський (Haliaeetus albicilla groenlandicus). Причинами для виділення були більші розміри останнього та інших пропорції його тіла порівняно з номінативним підвидом. Однак з початку XXI ст. вид розглядають як монотиповий, а відмінності у розмірах пояснюють правилом Бергмана. Нещодавні дослідження мітохондріальної ДНК підтверджують цю гіпотезу. З позиції еволюційного масштабу гренландські орлани від'єдналися відносно недавно і ще не накопичили достатньо великої кількості генетичних відмінностей.

## Опис

### Визначення в природі
Великий за розміром хижий птах (розмах крил досягає 2—2,5 м). У природі можна впізнати за довгими і широкими крилами (махові пера у польоті розчепірені), хвіст короткий, клиноподібної форми. Дорослий птах темно-бурий зі світлішими головою і шиєю, білим хвостом, жовтуватими дзьобом і ногами. Молодий птах — темно-бурий; низ із поздовжніми плямами, хвіст і дзьоб темні, ноги сірувато-жовті. У польоті може довго і легко ширяти. Від орлів, особливо в польоті, відрізняється клиноподібною формою хвоста, а дорослий птах — також білим забарвленням хвоста.

### Морфологічні ознаки
Статевий диморфізм виражений тільки у розмірах. Маса тіла (кг): 3,1—6,9 (самці — 3,1—5,4, у середньому — 4,0; самиці — 4,1—6,9, у середньому — 5,6). Довжина крила (см): 55,2—71,5 (самці — 55,2—64,0, у середньому — 60,6; самиці — 62,1—71,5, у середньому — 66,8). Довжина хвоста (см): 25,4—33 (самці — 25,4—33,1, у середньому — 28,0; самиці — 27,6—33,0, у середньому — 30,5).
Перше пухове вбрання — довгий розріджений сірувато-бурий пух; на голові пух особливо довгий і чисто-білий, біля ока темна пляма; лапи і восковиця рожеві; дзьоб чорний.
Друге пухове вбрання розвивається у віці приблизно 3 тижнів. Воно густе і коротке, темне буро-сіре. Між пухом пробиваються білі пухнасті вершини пер. Лапи і восковиця блідо-жовті; дзьоб чорний.
Перед вильотом із гнізда пташеня має вбрання першого року. Воно поступово змінюється і більш-менш остаточним стає після чотирьох років життя.
Перше річне вбрання: чорнувато-бура голова; оперення верху буре зі світлим вохристим рисунком із плям і білих країв пер, прикритих основою пір'я; краї пер іноді білуваті; махові пера темно-бурі; стернові чорно-бурі з мармуровим рисунком, іноді брудно-білі з темною строкатістю, яку утворюють краї пера; оперення низу світло-сіре з темно-бурими плямами і білою основою пер; райдужка бура; дзьоб чорнуватий; восковиця і лапи блідо-жовті; кігті чорні.
Друге річне вбрання орлана подібне до першого, але голова світліша, зверху помітна біла основа пер; надхвістя із домішкою білого кольору; хвіст білий з чорною строкатістю.
У третьому, четвертому та, частково, п'ятому річному вбранні голова забарвлена дещо темніше, ніж у дорослих; біла основа пер на грудях ще зберігається більшою чи меншою мірою; залишки темної строкатості є на бічних парах стернових пер.
Дорослі птахи (у четвертому і наступних річних вбраннях) одноманітно бурі; у свіжому оперенні темніші з фіолетовим полиском, у зношеному оперенні — сірувато-бурі; відтінки бурого кольору варіюють індивідуально; шия і голова світлі, у зношеному оперенні — брудно-вохристо-білі; оперення спини, вола, черева і боків з нерізкими блідими краями; махові пера чорно-бурі; довгі пера надхвістя білі, зазвичай з чорними вершинними мітками; стернові пера білі; райдужна оболонка від блідої горіхово-бурої до жовтої; дзьоб жовтий; лапи і восковиця яскраво-жовті;, кігті чорні. Доросле вбрання з'являється після трьох річних линянь і пов'язане з першим річним проміжним.
Географічної мінливості забарвлення і розмірів не виявлено. Статевий диморфізм у забарвленні не проявляється.

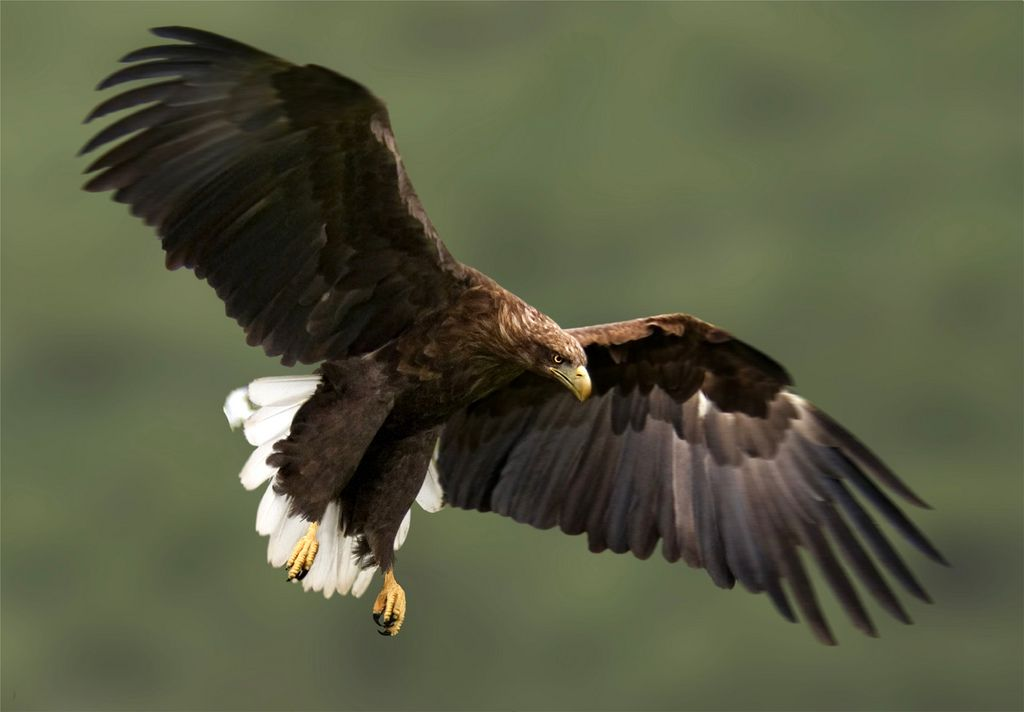
Дорослий птах
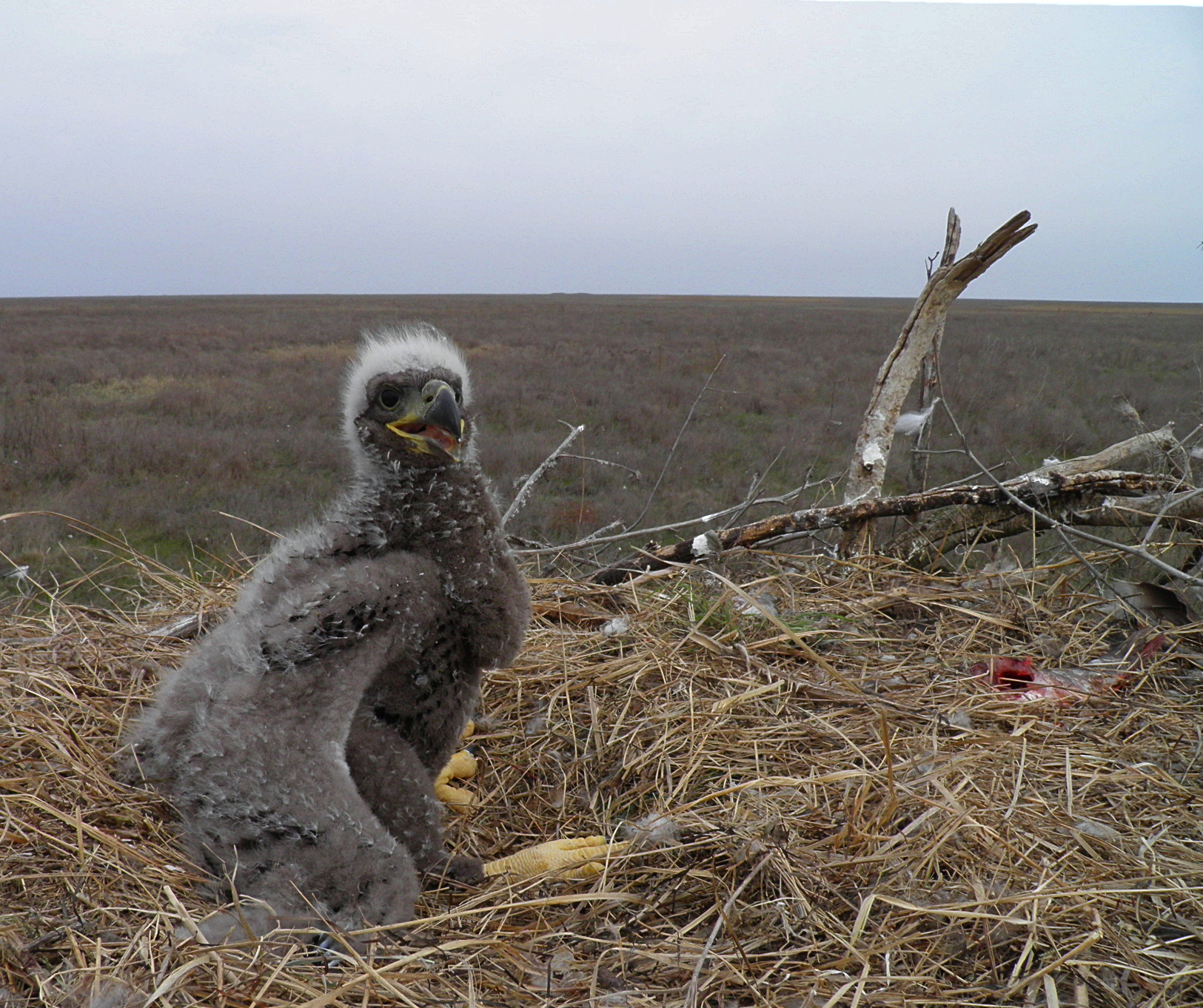
Пташеня орлана на нетиповому оселищі — у гнізді на невисокій маслинці на півострові Ягорлицький Кут, безлісій степовій ділянці Чорноморського біосферного заповідника
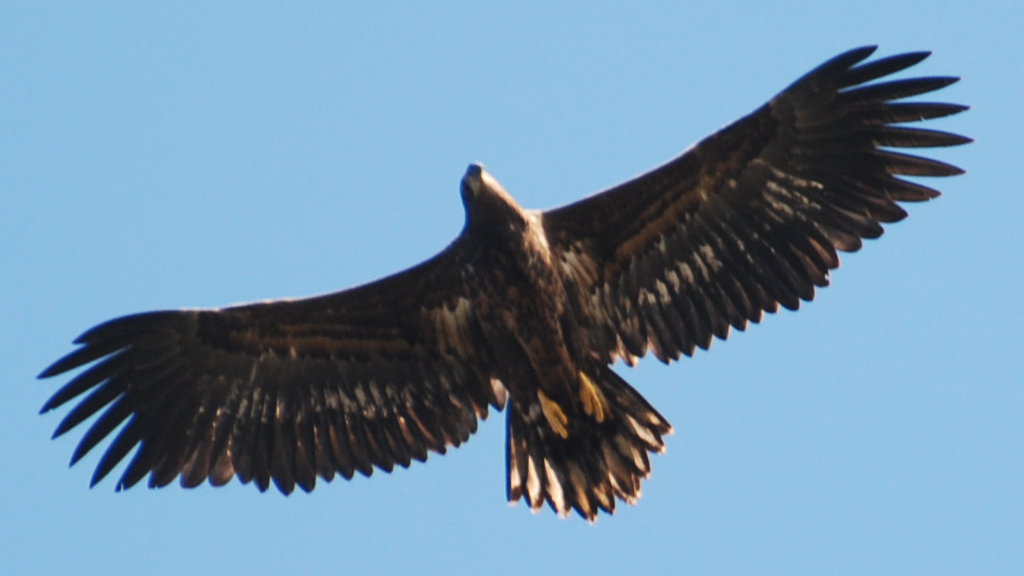
Молодий птах у першому річному вбранні
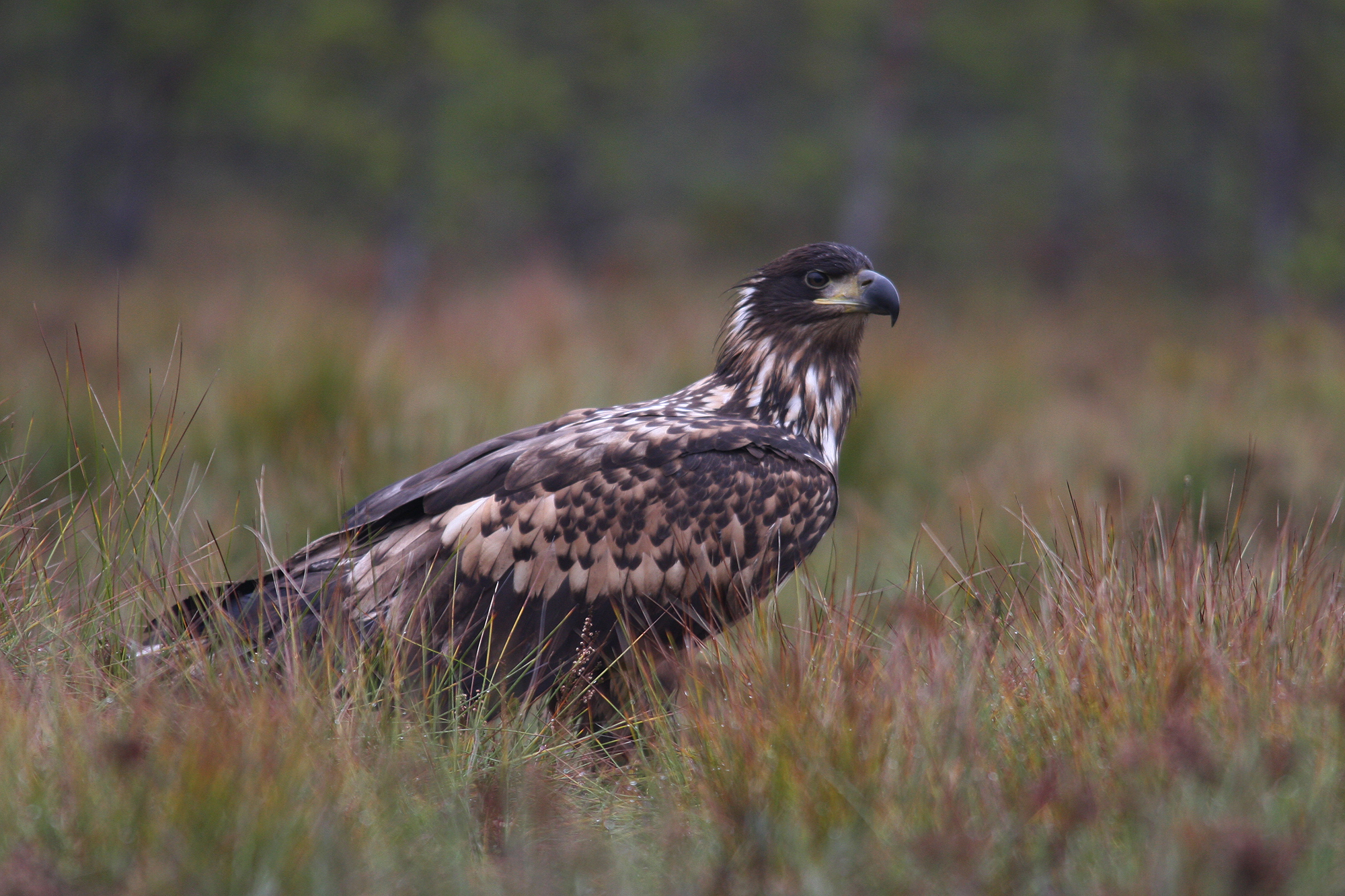
Молодий птах
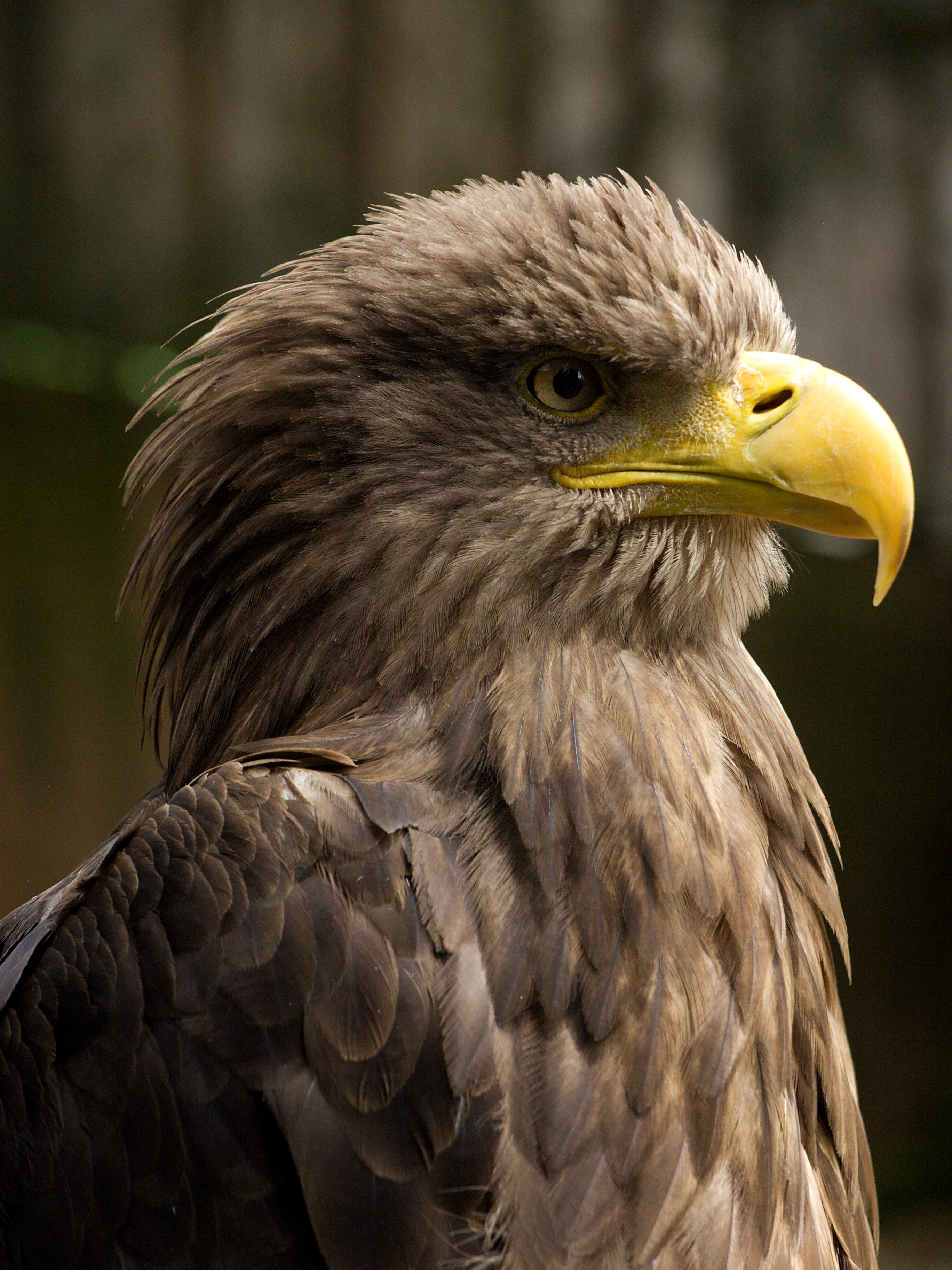
Голова дорослого птаха
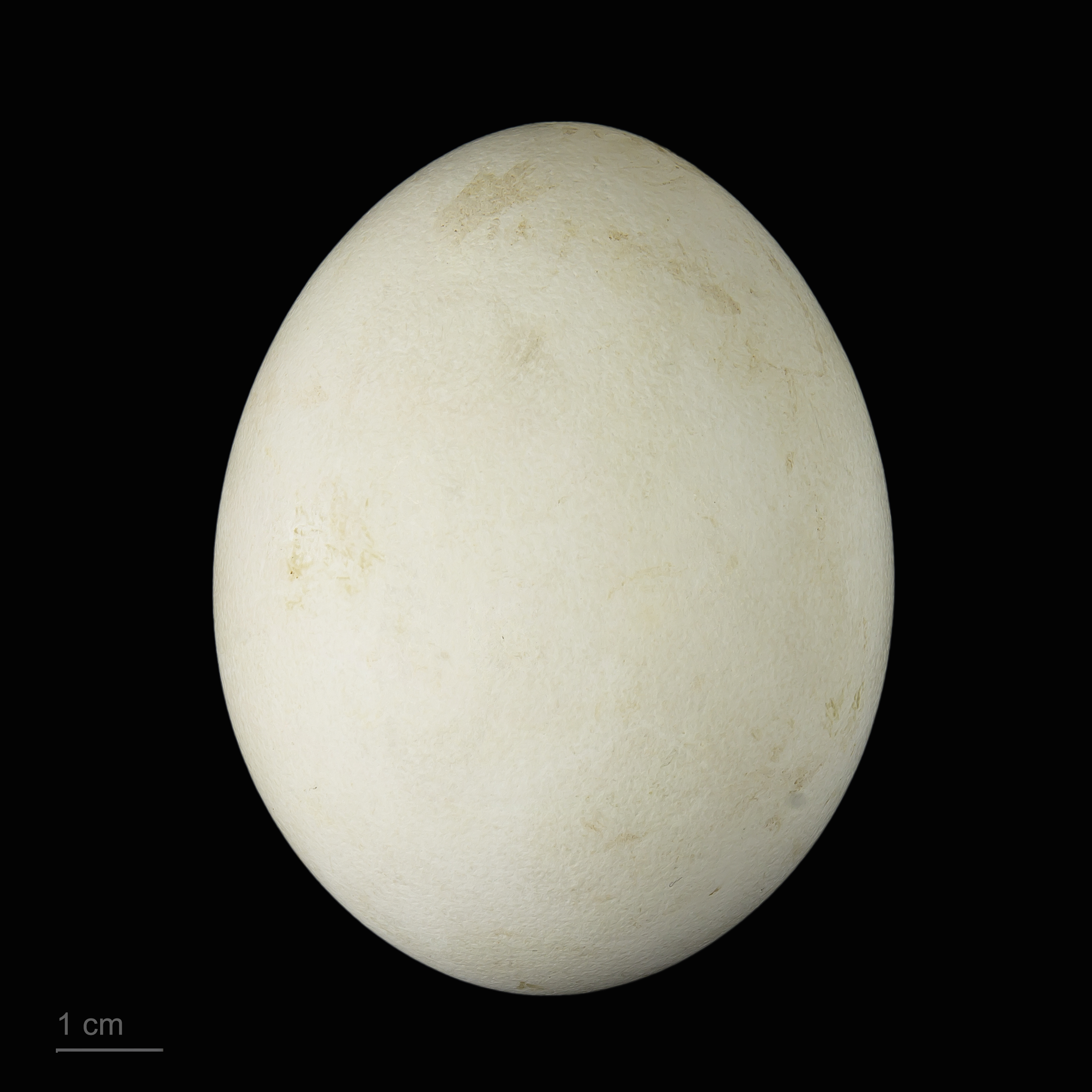
Яйце орлана-білохвоста, Тулузький музей

### Голос
Дорослі орлани подають голос переважно у гніздовий період на гніздовій території. Гучний крик складається з низки 15—30 коротких пронизливих звуків, які птах подає у пришвидшеному темпі та поступовому підвищенні тону, що можна передати як «кльо-кльо-кльо-кльо» або «кра-кра-кра-кра». Коли кричить сидячи, то дещо витягає шию вперед і піднімає голову вгору. Кричить і в повітрі, ширяючи на значній висоті. Потривожений біля гнізда з яйцями або пташенятами подає писклявий на високих нотах короткий крик.

## Характер перебування та поширення
У північній частині ареалу перелітний, у південній — осілий або кочовий вид. Ступінь осілості залежить також від віку — молоді птахи більш схильні до дальніх переміщень.

### Ареал

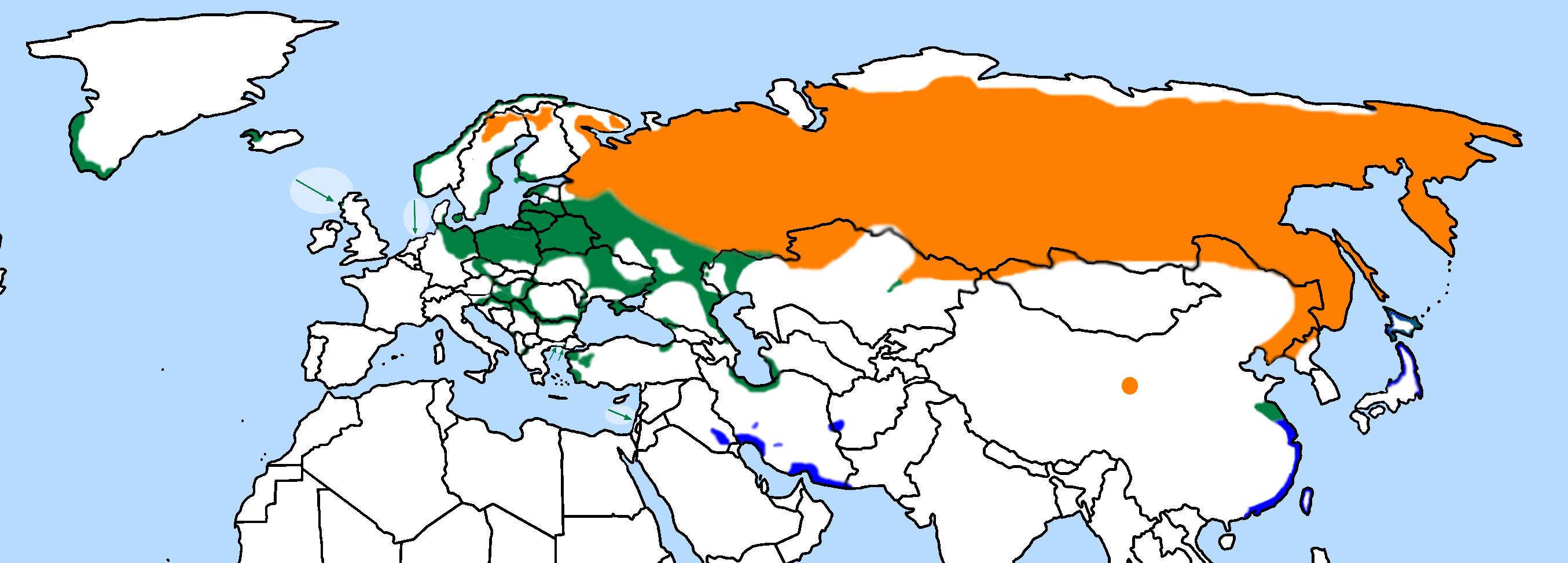
Помаранчевий: гніздовий, перелітний.
Зелений: зустрічається протягом року
Синій: зустрічається тільки взимку

Поширений у північній Палеарктиці, пов'язаний з великими водоймами і деревною рослинністю.
Ареал протягом останніх двох століть зазнавав суттєвих змін. Упродовж XIX — першої половини XX ст. відбувалося помітне скорочення області поширення. З  1970-х — 1980-х років почалося відновлення ареалу та його розширення.
Поширений в Євразії від Скандинавії, Данії, долини Ельби, Словаччини, Угорщини, Балканського півострова на схід до басейна Анадиру, Камчатки, тихоокеанського узбережжя Східної Азії. На північ по узбережжю Норвегії до 70-ї паралелі, до північної частини Кольського півострова, південної частини півострова Каніна, Тиманської тундри, південної частини Ямалу, на Гиданському півострові до 70-ї паралелі, до гирла Єнісею, на Таймирі до гирла Пясіни, між долинами Хатанги і Лени до 73-ї паралелі, далі на схід на півночі до 70-ї паралелі та приблизно до південного схилу Чукотського хребта. У Північній Азії гніздиться вздовж північної межі зростання деревної рослинності.
На південь поширений до Греції, Малої Азії, північного Іраку, пониззя Амудар'ї, нижньої течії Ілі, Алаколя, Зайсану, північної Монголії, північно-східного Китаю і Корейського півострова. Заселяє західне узбережжя Гренландії на північ до затоки Диско. Острови: Ісландія, Британські острови, Еланд, Сахалін, Курильські острови, Хоккайдо.
У період скорочення чисельності в XIX — першій половині XX ст. зник як гніздовий птах у районах західної межі ареалу: в Шотландії, Данії, Австрії, Албанії, Ізраїлі, Єгипті та ряді інших місць. Південна межа відступила на північ в Азії, на Кавказі.
Спеціальні заходи щодо реінтродукції виду були успішно здійснені у Великій Британії, Ізраїлі, окремих районах Німеччини, Данії.
Завдяки вжитим заходам з реінтродукції та загальному збільшенню чисельності на початку XXI ст. відновив гніздування на більшій частині ареалу в Європі, за винятком острова Сардинія, а також Сирії та деяких інших районів. Ареал відновився також на більшій частині в Азії та на Кавказі.
У минулому гніздився на Фарерських островах, Корсиці.
У більшості регіонів має нерівномірне поширення, гніздиться переважно вздовж басейнів великих річок, морського узбережжя і берегів озер. Відсутній у гірських і безводних районах.
Зальоти нестатевозрілих і холостих птахів влітку і восени реєстрували за межами ареалу розмноження — аж до полярного узбережжя, на півночі Ямалу, на острові Білий та Новосибірських островах.

### Поширення в Україні
В Україні трапляється майже на всій території, крім Карпат та гірського Криму, поблизу водойм (боліт, озер, річок). Гніздиться вздовж Дніпра та його головних приток, на річках Сіверський Донець, Дунай, а також поблизу великих ставкових господарств у інших регіонах. Під час кочівель трапляється по всій Україні; на зимівлі — переважно вздовж Дніпра, у західній частині Північного Причорномор'я, на Сиваші та спорадично в інших регіонах.

## Чисельність
Нинішню популяцію орлана-білохвоста у світі оцінюють у 5—7 тис. пар, в тому числі в Європі гніздиться 4—4,7 тис. пар. Протягом XIX — першої половини XX століття чисельність виду в Європі скорочувалася. З 1980-х років на більшій частині ареалу чисельність зростає.
В Україні протягом XIX — першої половини XX ст. чисельність катастрофічно скорочувалася. У другій чверті XX ст. гніздилося 100—150 пар. Мінімальну кількість зареєстровано в 1960-ті та 1970-ті роки — 20—30 пар. Відновлення чисельності у заплаві Дніпра почалося з другої половини 1970-х років, в інших регіонах — з середини 1980-х. У 1989 р. гніздилося 30—40 пар. З початку 1990-х років чисельність зростає. У середині 1990-х років гніздилося 50—70 пар, станом на 2009 р. — 100—120 пар.
На території України щороку зимує 260—370 особин.

## Причини зміни поширення та чисельності
Однією з головних причин скорочення чисельності орлана-білохвоста було переслідування з боку людини. У Західній Європі кампанія з винищення «шкідливих» хижих птахів розпочалася ще в XVIII ст.. У Російській імперії цей процес розпочався дещо пізніше — наприкінці XIX ст. З цією метою відстрілювали птахів, знищували гнізда. У період після німецько-радянської війни у СРСР навіть виплачувалися премії за відстріл пернатих хижаків. У цілому в СРСР до середини 1960-х р. щорічно знищували 100—150 тис. хижих птахів. В Україні виплата грошових премій була зупинена тільки в 1969 р.
Більшість дослідників найголовнішою причиною скорочення чисельності хижих птахів в Європі та Північній Америці в 1950-х — 1960-х роках вважають широке застосування отрутохімікатів, у першу чергу хлорорганічних сполук. Воно призводило до зниження репродуктивної здатності птахів і, як наслідок, до зниження їхньої чисельності. Дослідження продуктивності орлана в Швеції встановили її суттєві зміни протягом XX ст., що корелювало із вмістом ДДТ в яйцях орланів. Подібні результати були отримані в Німеччині та інших країнах.
Протягом XIX ст. і до 1970-х років головними причинами скорочення чисельності орлана в Україні були винищення дорослих птахів, їхніх яєць, вирубування лісів у місцях гніздування, створення каскаду водосховищ на Дніпрі, що супроводжувалося ліквідацією заплавних лісів, затопленням долини річки, скороченням кормової бази.
Чинниками, які сприяли відновленню чисельності орланів в Європі починаючи з 1980-х років, називають покращення охорони, заборону застосування ДДТ, реінтродукцію, пристосування орланів до гніздування поруч з людиною.

## Річний цикл
Осілий птах, частина популяції в осінньо-зимовий період кочує. Кочують поодинці або парами, у місцях концентрації здобичі утворюють скупчення. Осінні кочівлі відбуваються переважно в жовтні — листопаді; весняні — з початку лютого до середини березня.

### Розмноження

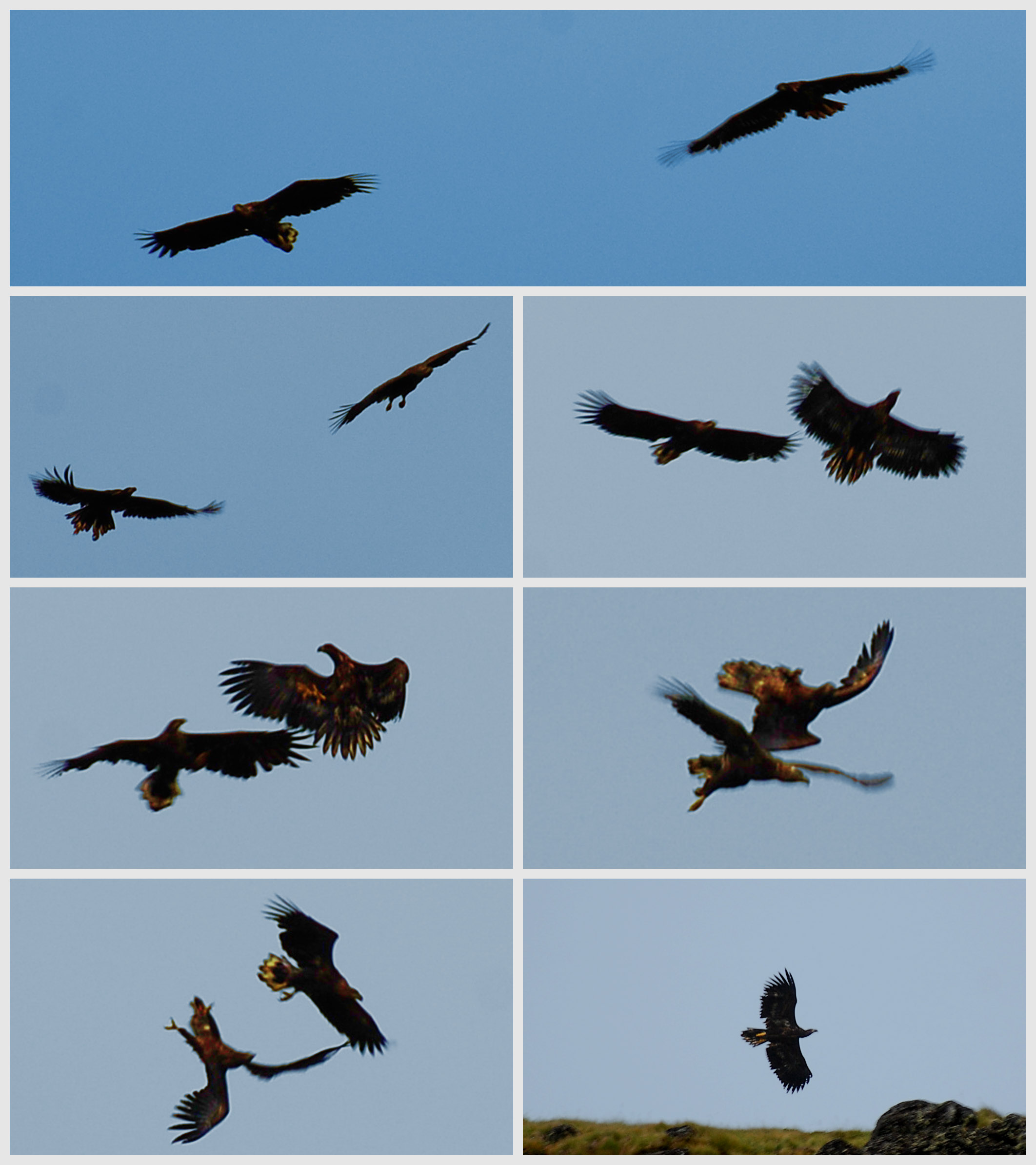
Повітряна дуель між орланами, Норвегія

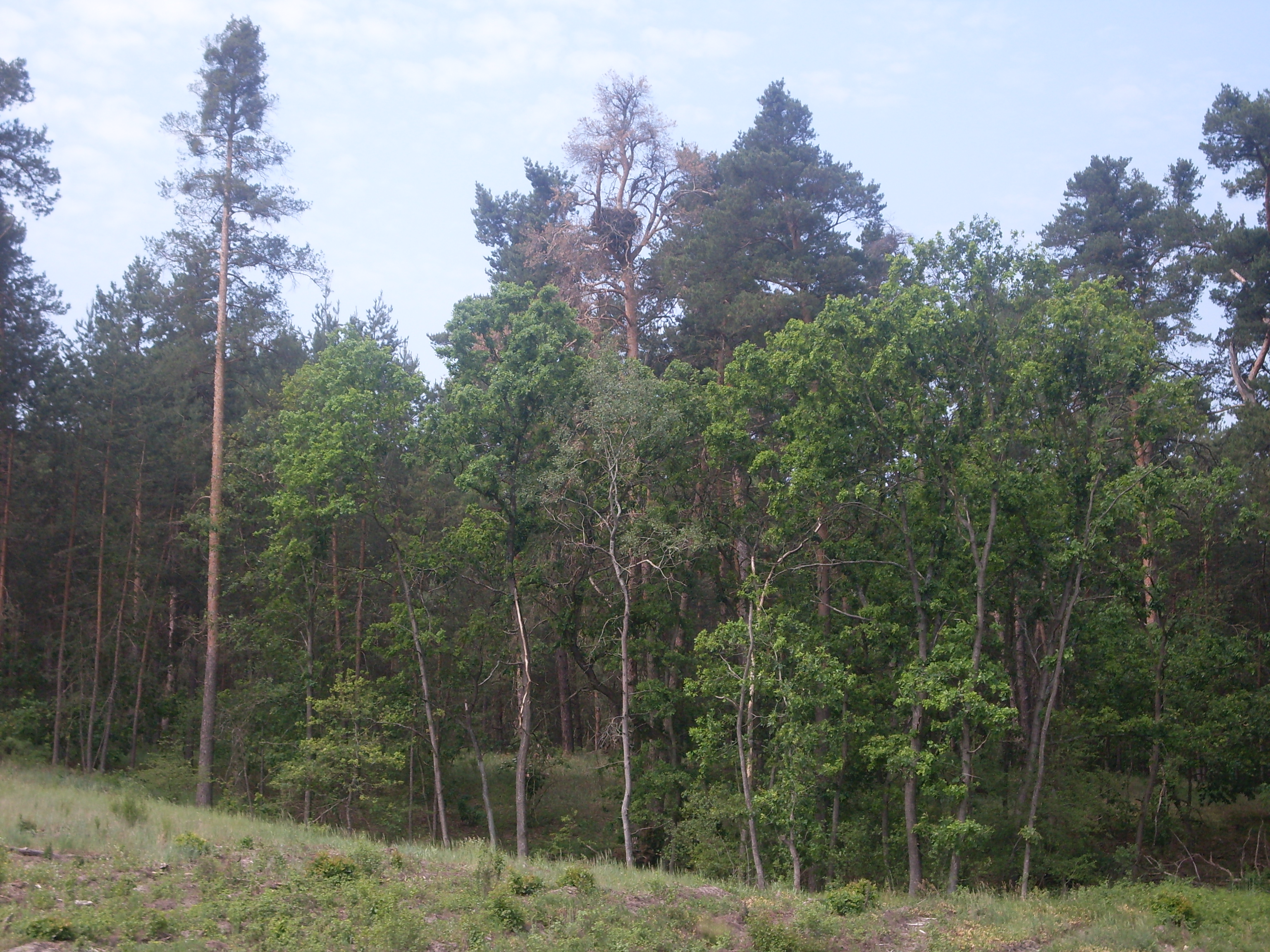
Гніздо на сосні біля вирубки

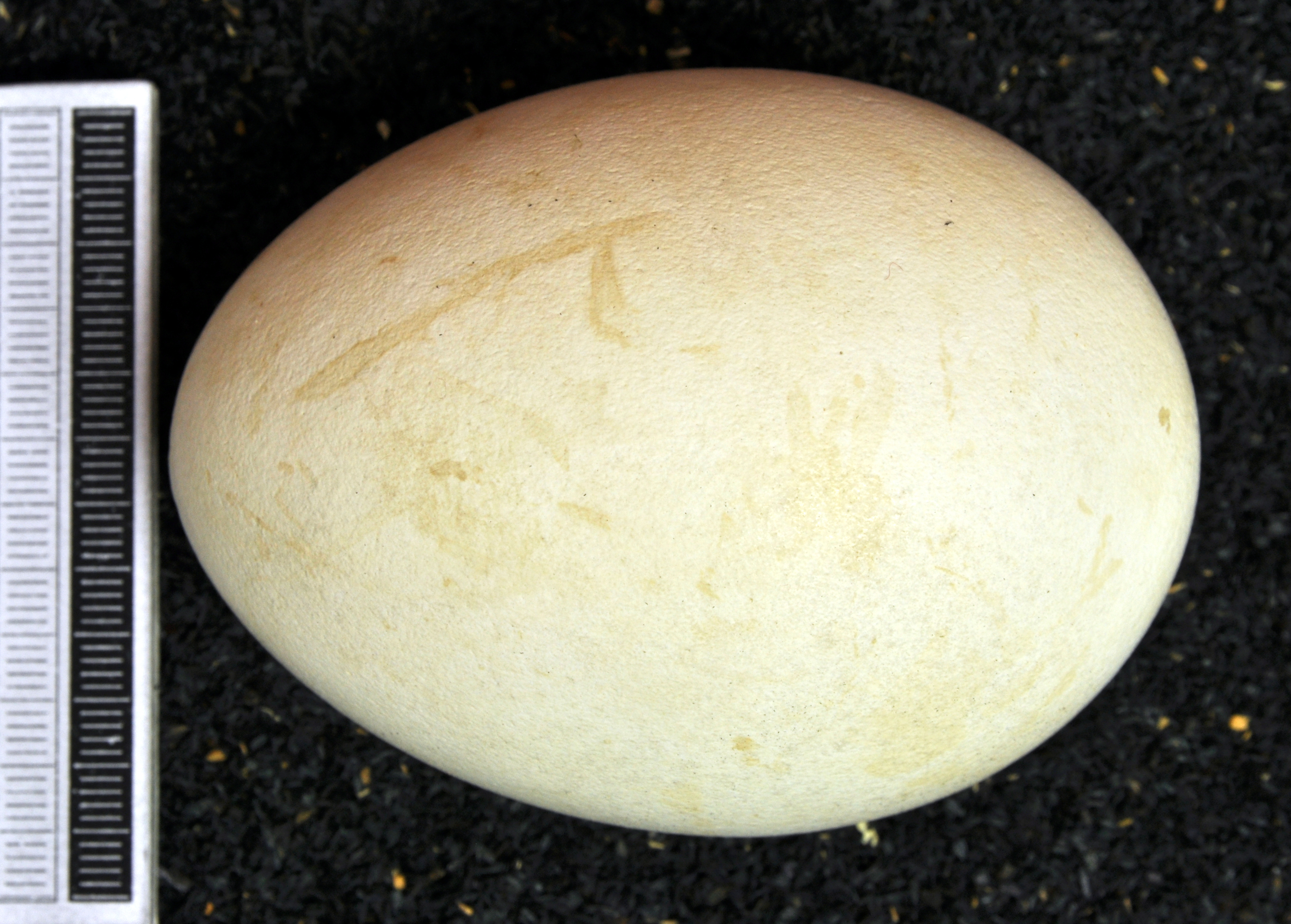
Яйце в оологічній колекції,

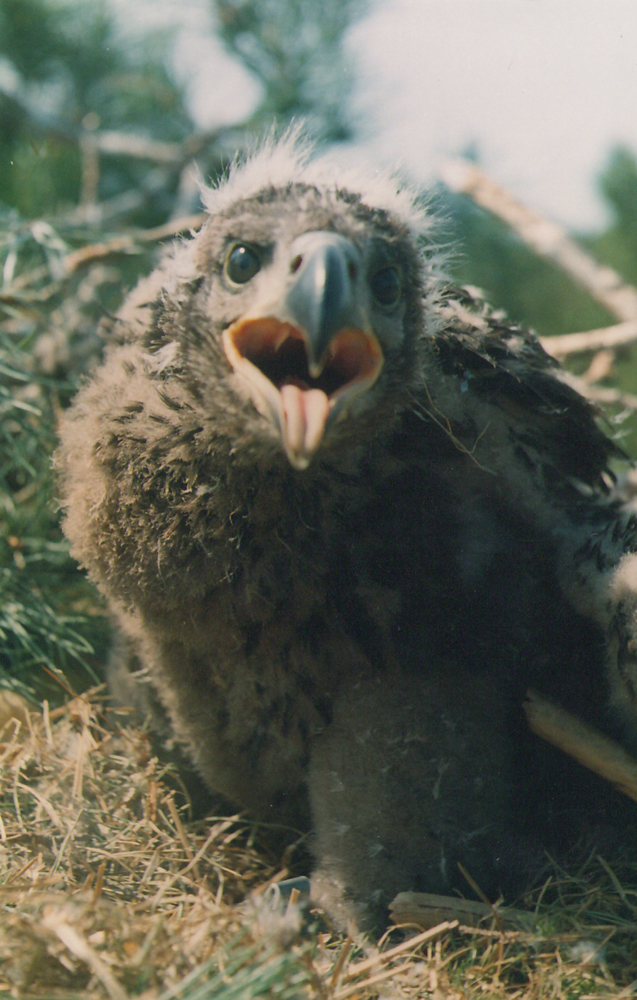
Пташеня у другому пуховому вбранні

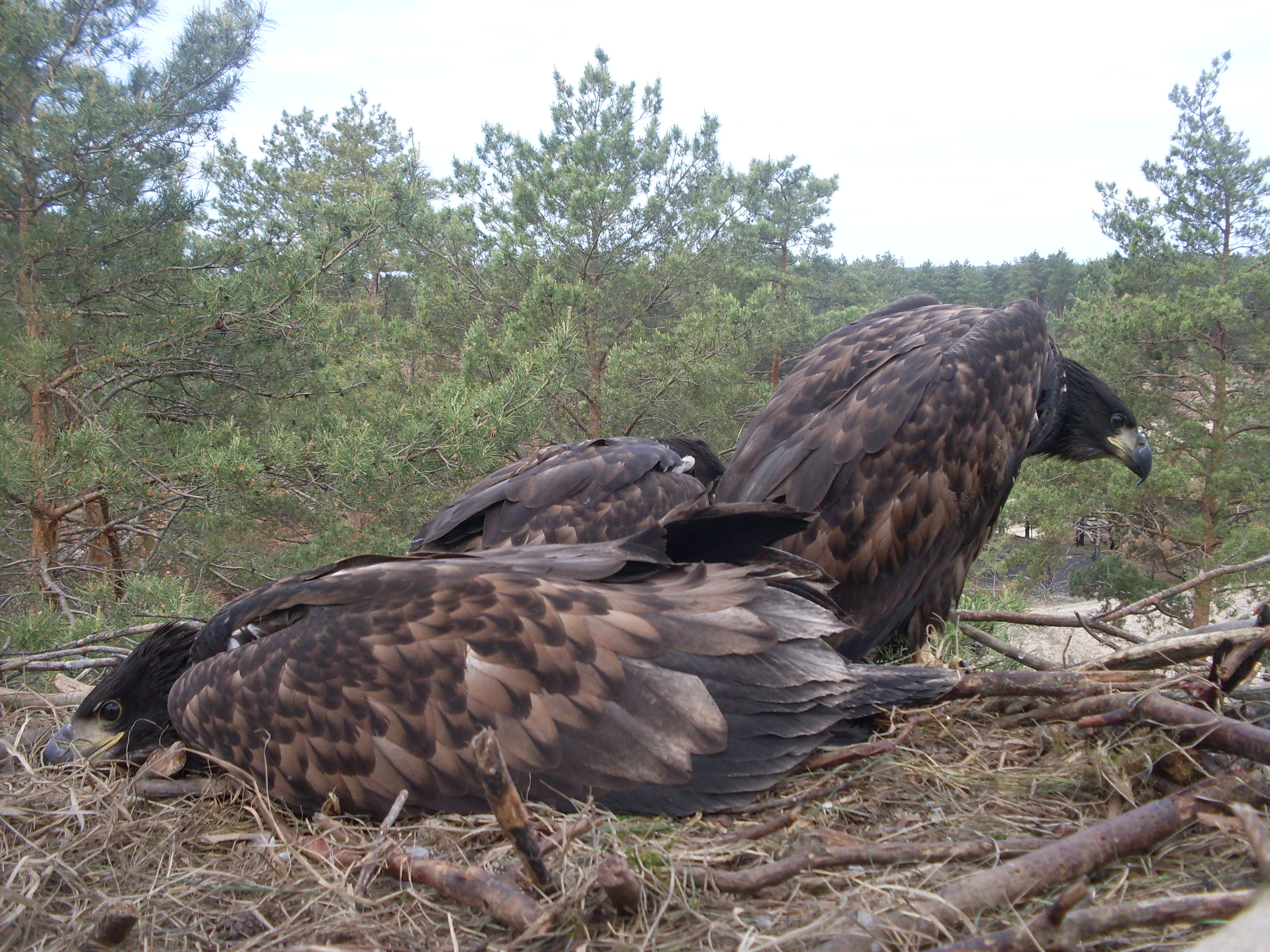
Троє пташенят у гнізді, Черкаська область

Орлан-білохвіст на гніздуванні зазвичай пов'язаний з морськими узбережжями, широкими річками, озерами та вологими місцями. В Україні пари білохвостів оселяються на відстані 0,5—6 км від найближчої кормової водойми (в середньому ця відстань становить 1,7 км). Для гніздування зазвичай обирає найбільш віддалені від антропогенного впливу ділянки. Проте з кінця XX ст. намітилася тенденція пристосування цього хижака до існування поруч з людиною. Нині окремі пари гніздяться неподалік доріг, у лісосмугах серед полів тощо. Зареєстровано успішне гніздування в адміністративних межах Гамбурга та Берліна.
Гніздиться переважно на деревах, місцями — на скелях та, як виняток, на землі. Виявляли гніздування білохвостів на металевих опорах лінії електропередачі, надмогильних спорудах, триангуляційній вежі та в інших місцях.
В Україні наразі всі гнізда білохвостів розташовані на деревах. Найбільше гнізд (52,6 %) збудовано на соснах, дещо менше — на чорних тополях (15,8 %), вільхах (11,8 %), а також на білих тополях та вербах (по 6,6 %), черешчатих дубах (5,3 %) та осиках (1,3 %). До кінця XIX ст. орлани гніздилися на скелях південного узбережжя Криму.
На своїй гніздовій ділянці птахи нерідко мають декілька гнізд. У Норвегії із 48 ділянок на 10 знаходилося по 1 гнізду, на 21 — по 2 гнізда, на 11 — по 3 гнізда, на 4 — по 4 гнізда, на 1 — 5 гнізд, на 1 було 11 гнізд; всього 117 гнізд, в середньому 2,5 гнізда на пару. У Німеччині середня кількість гнізд на пару становила 2,2, в різних регіонах Польщі — від 1,8 до 3,2. В Україні 15 гніздових територій мали по 1 гнізду, 4 — по 2 гнізда, та 5 — по 3 гнізда; в середньому 1,58 гнізда на гніздову територію. Одне гніздо птахи можуть займати багато років. Покинувши гніздо, як правило, будують нове і до старих не повертаються.
Гнізда орланів-білохвостів являють собою масивні споруди, побудовані з гілок дерев. Лоток влаштований з тонших гілок і вистелений сухою травою. Новозбудовані гнізда мають діаметр 145—170 см і висоту 33—80 см. Багаторічні гнізда можуть досягати 175—180 см завширшки і 1,5—3,1 м заввишки.
Орлан-білохвіст — моногам, пари постійні. Дорослі птахи протягом усього року тримаються парою.
На території України токування білохвостів починається вже з середини грудня, більшої активності воно набуває з середини січня, досягаючи піку перед відкладанням яєць. Шлюбна поведінка включає повітряні демонстрації та голосову активність. Один птах або пара кружляють над гніздовою територією на висоті 60—100 м, рідше до 200 м і вище. Нерідко під час таких кружлянь відбуваються повітряні ігри пари, а також сутички із сусідніми парами. Крики, пов'язані зі шлюбною поведінкою, в умовах Середнього Придніпров'я найчастіше можна почути з першої декади грудня до першої декади березня, тобто до початку насиджування.
Строки відкладання яєць у різних частинах ареалу значно варіюють: на півдні воно  відбувається наприкінці лютого — в березні, в середній смузі — наприкінці березня та квітні, у лісотундрі і тундрі  — наприкінці квітня і на початку травня.
В Україні відкладання яєць триває з кінця першої декади лютого до початку першої декади квітня, тобто може розтягуватися на два місяці. Найбільш звичайним є строки з кінця лютого до кінця другої декади березня, коли з'являється приблизно 86 % кладок.
Яйця орлана великі, білі, іноді з ледве помітним блакитним відтінком. Вони еліптичні, з полюсами, які не дуже відрізняються один від одного; зрідка — короткоеліптичні. Яйця з чітко відмінними тупим і загостреним полюсами, наприклад гостроовальні, трапляються рідко.
Розміри яєць у Норвегії були такими: довжина 65—89, ширина 56—63 мм. Оологічні показники на території України: довжина 69,5—80,1 (75,89), ширина 53,5—62,0 (58,83) мм; вага 128,0—151,5 (139,3) г.
Орлани відкладають від одного до трьох яєць, найчастіше трапляються кладки з двох яєць. Середній розмір кладок становить: у Великій Британії — 1,64, Швеції — 1,62, Норвегії — 2,16, Україні — 2,24 яйця. Відкладання яєць відбувається з інтервалом 2—5 діб. Насиджує переважно самиця, інкубаційний період становить 38 діб на одне яйце.
В Україні вилуплення перших пташенят у виводку відбувається зазвичай із середини першої декади квітня до кінця другої декади цього місяця, найчастіше в середині другої декади квітня. Пташенята залишають гніздо найчастіше у третій декаді червня у віці 70—80 діб. Протягом 1—2 місяців батьки їх підгодовують.
В Україні успішність гніздування (відсоток пар, які успішно виростили пташенят до кількості пар, які приступали до розмноження) становить 73,5 %. Найчастіше гніздо залишає лише одне пташеня (близько ⅔ випадків), рідше — двоє пташенят (близько ⅓ випадків); лише у 4 % випадків успішно виростає троє пташенят.
Статевозрілими стають у 4—6 років.

### Сезонні переміщення та зимівля
Залежно від географічної широти та віку орлан-білохвіст є осілим, кочовим або перелітним птахом. Сезонні переміщення мають досить складний характер. Вони розпочинаються у птахів усіх вікових категорій у серпні — на початку вересня у зв'язку із пошуком територій, багатих на здобич. У другій половині вересня розпочинається міграція молодих птахів із місцевостей, де орлани не залишаються зимувати. Згодом починається переліт або кочівля дорослих білохвостів, що пов'язано із замерзанням водойм.
Осіння міграція виду в Україні триває з початку вересня до кінця листопада. Найінтенсивніше скрізь вона проходить протягом жовтня. Строки міграції залежать від температурного режиму — у теплі осені міграція може розтягуватися до середини грудня. Більшість перелітних птахів — це молоді особини. У Західній Палеарктиці переміщення відбуваються переважно на південь та південний захід. Білохвости мігрують поодинці, рідко парами. Лише на місцях тимчасових зупинок вони утворюють скупчення, в яких налічують десятки особин. Більша частина орланів  мігрує вздовж великих та середніх річок, що зумовлено трофічним характером міграцій. В Україні переміщення відбуваються переважно вздовж Дніпра та його приток, а також вздовж Сіверського Дінця. Характерно, що міграція молодих птахів починається на місяць раніше, ніж у дорослих.
Взимку білохвости тримаються переважно біля незамерзлих ділянок морів та річок. Частина птахів зимує на гніздових ділянках, які віддалені від невкритих кригою водойм, поблизу скотомогильників та в степу. В Європі найважливішим місцем зимівлі орланів є узбережжя Балтійського моря, де зимує приблизно 3,6 тис. птахів. Найважливішими місцями зимівлі виду в Україні є узбережжя Чорного й Азовського морів, а також Дніпро. Чисельність зимуючих орланів в Україні становить 260—370 птахів, із них 140—160 зимує в Північно-західному Причорномор'ї, Приазов'ї та на Сиваші, ще 100—150 особин — на Дніпрі.
Відліт орланів з місць зимівлі на півдні України відбувається з середини лютого до кінця квітня, найчастіше — з кінця лютого до початку третьої декади березня і збігається в цілому зі строками розпаду зимівель водоплавних птахів. У інших регіонах країни міграція зазвичай триває від середини березня до середини квітня, окремі особини мігрують до кінця квітня. Характерно, що весняна міграція виду на території України триває у строки, коли дорослі орлани в багатьох випадках уже мають кладки.

## Живлення
Широкий спектр об'єктів живлення, їхній розмір та вага є відображенням різноманітних способів полювання білохвоста. У цілому, залежно від наявної здобичі та ситуації, білохвіст є хижаком, падлоїдом або клептопаразитом, який здобуває рибу, водно-болотяних птахів, ссавців, споживає також падло. У Середньому Придніпров'ї риба становить близько 80 % його здобичі. З риб найчастіше у раціоні білохвостів на Середньому Дніпрі трапляється лящ (25 %), на другому місці — судак (14 %), на третьому — короп (4 %). Серед птахів найчастішою здобиччю є крижні. В інших частинах ареалу риба також зазвичай переважає в раціоні орлана.

## Загрози та охорона
Головними загрозами та обмежувальними факторами для виду сьогодні вважають лісогосподарську діяльність; використання земель для розвитку інфраструктури; зміну гідрологічного режиму річок і меліорацію; турбування біля гнізд через рекреаційне навантаження; скорочення кормової бази; браконьєрське полювання, вилучення з гнізд та нелегальна торгівля; отруєння від поїдання приманок для інших тварин; вторинне отруєння внаслідок накопичення свинцю в організмі; зниження плодючості; підвищену смертність; загибель на лініях електропостачання; зміну клімату.
В Україні нині головними чинниками загрози для орлана-білохвоста  є лісогосподарська діяльність, браконьєрство, збільшення рекреаційного навантаження поблизу водойм, збіднення кормової бази, забруднення довкілля.
Орлана-білохвоста занесено до усіх трьох видань Червоної книги України (1980, 1994, 2009). В останньому виданні (2009) його віднесено до категорії «рідкісний». Вид занесено до Червоного списку МСОП (2000, статус — найменший ризик) та Європейського Червоного списку (статус — рідкісний). Включено до Додатка І Конвенції про міжнародну торгівлю видами дикої фауни і флори, що знаходяться під загрозою зникнення (Конвенція СІТЕС, 1973), Додатка II Конвенції про охорону дикої флори і фауни та природних середовищ існування в Європі (Берн, 1979), Додатків I і II Конвенції про збереження видів диких тварин, що мігрують (Бонн, 1979).

## Орлан-білохвіст і людина
Взаємовідносини орлана-білохвоста з людиною різноманітні та мають давню історію. Кістки цього хижака знайдено в культурних шарах поселень людини. Появу їх у таких місцях пояснюють декількома причинами:
1. використання кісток скелета для виготовлення знаряддя (переважно проколів у періоди кам'яної і залізної доби);
2. використання кісток скелета в символічних цілях (кігтеві фаланги орланів знайдено на стоянках неандертальців, середнього палеоліту тощо);
3. використання орланів в їжу;
4. використання оперення для виготовлення стріл та прикрас;
5. для полювання — цих хижаків використовували вкрай рідко;
6. використання в ритуальних цілях[43].

Вважають, що саме орлан-білохвіст був прообразом «білого орла» на гербі Польщі — великого хижого птаха з голою цівкою (у всіх типових орлів цівка оперена, на відміну від орланів). Оскільки орлан-білохвіст є рідкісним видом, у багатьох країнах його зображають на поштових марках. Зокрема, в Україні у 2019 році було випущено пам'ятні 2-гривневі та 10-гривневі монети із зображенням орлана.

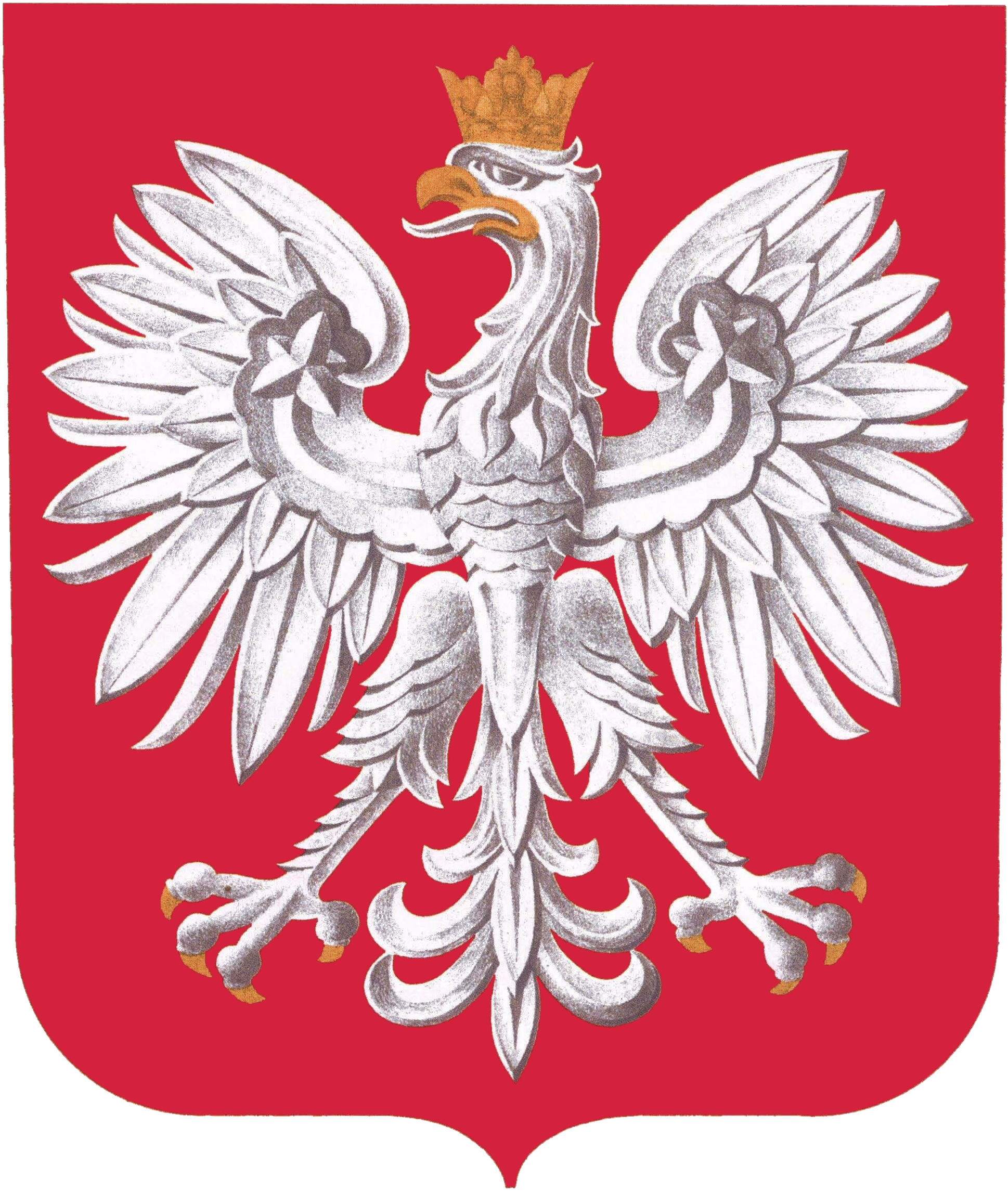
Білий орел на гербі Польщі, його можливий прообраз — орлан-білохвіст
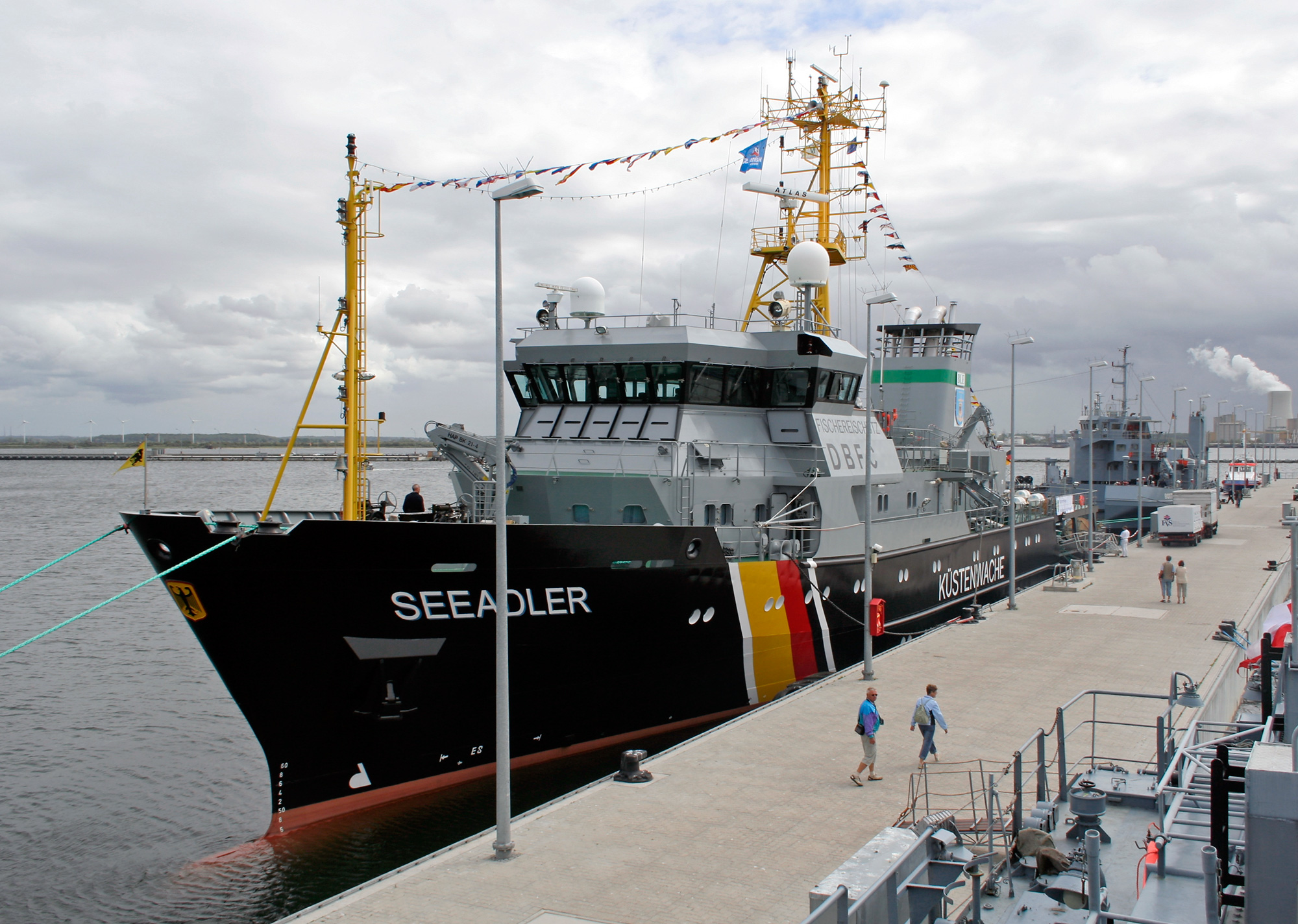
Німецький корабель під назвою нім. Seeadler (орлан-білохвіст)
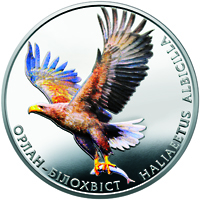
Пам'ятна монета НБУ номіналом 2 грн присвячена орлану-білохвосту
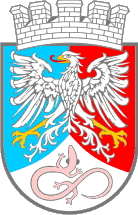
Герб міста Постойна з орлом-білохвостом

Орлан-білохвіст на поштових марках
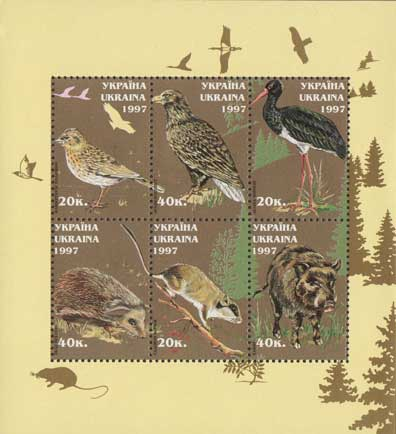
Україна, 1997 рік
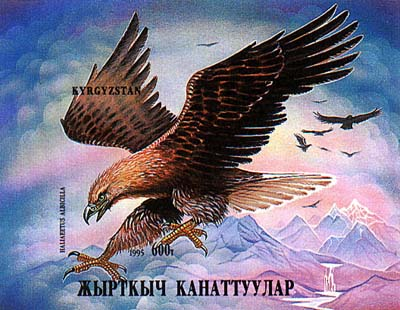
Киргизстан, 1995 рік
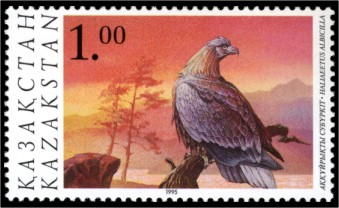
Казахстан, 1995 рік
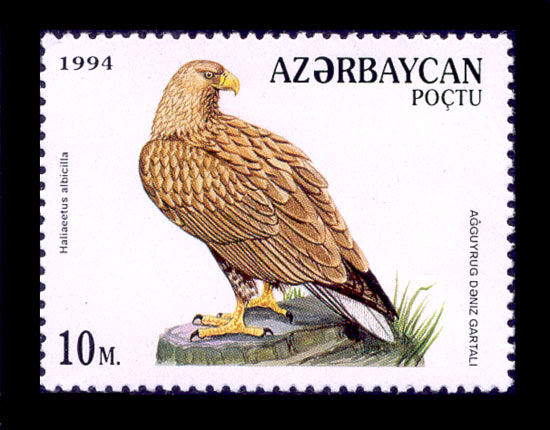
Азербайджан, 1994 рік